# Cançó del lladre
Cançó del lladre (in italiano: La canzone del ladro) è una canzone tradizionale catalana, composto da un autore anonimo del XVIII secolo, che fa parte della raccolta chiamata Cançons de bandolers. 
Il brano fa parte della raccolta di arrangiamenti Canciones populares catalanas (1899-1920 ca) di Miguel Llobet.
La canzone è contenuta nell'album Cançons tradicionals di Joan Manuel Serrat pubblicato nel 1968.

## Contenuto
La voce narrante è quella del ladro che racconta la sua storia dalla sua infanzia fino al suo arrivo alla prigione, dove attende di essere portato al patibolo. E confessa che, appena divenuto adulto, aveva praticato la professione di ladro e racconta di aver derubato un mandriano che rientrava da una fiera. Infine, quando ebbe abbastanza soldi, con l'inganno, promettendole che l'avrebbe sposata aveva derubato della sua innocenza anche una ragazza.

## Testo
Quan jo n'era petitet

festejava i presumia,

espardenya blanca al peu

i mocadô a la falsia
Adéu, clavell morenet!

Adéu, estrella del dia!
ara que ne só grandet

m'he posat a mala vida

Me só posât a robar

ofici de cada dia.

Vaig robar un traginer

que venia de la fira:

li prenguí tots els diners

i la mostra que duía.

Quan he tingut prous diners

he robat també una nina

l'he robada en falsetat

dient que m'hi casaria

## Versioni
- 1991, Victoria de los Ángeles nel suo album Cançons Tradicionals Catalanes
- 1991, José Carreras nel suo album José Carreras Sings Catalan Songs
- Sergio Dantì
- 2005, Jordi Savall, Montserrat Figueras e altri, nell'album Del Temps y del Instant
- Marina Rossell
- Teresa Redbull

### Versioni strumentali
- 1972, Narciso Yepes nell'album Música Catalana.
- 2008, Julian Bream